# White choco
〈White choco〉(화이트 초코)는 LOVE의 2번째 싱글이다. 2007년 11월 21일에 발매되었다.

## 수록곡
- CD

1. White choco
2. White choco -instrumental-

- DVD

1. White choco [Music Clip]